# گروه شوارتس
گروه شوارتس (انگلیسی: Schwarz Gruppe) شرکت هلدینگ خرده‌فروشی آلمانی است، که در زمینه مدیریت بر فروشگاه‌های زنجیره‌ای لیدل و کافلند فعالیت می‌کند و بعنوان چهارمین شرکت خرده‌فروشی جهان بر پایه میزان درآمد سالیانه شناخته می‌شود.
شرکت شوارتس در سال ۱۹۷۳ توسط دیتر شوارتس تأسیس شد و امروزه مالک شبکه‌ای از ۱۰ هزار شعبه در سراسر اروپا می‌باشد. دفتر مرکزی این شرکت در شهر نکازاولم، آلمان قرار دارد.